# Sidi Alioum
Sidi Alioum (1982. július 17. –) kameruni nemzetközi labdarúgó-játékvezető.
Neve 2015-ig Néant Alioumként szerepelt az adatbázisokban, ami a FIFA-adminisztráció során kialakult tévedésen alapult. Amikor FIFA-tagnak jelentkezett és bekerült a szövetség online adatbázisába, akkor csak a vezetékneve (Alioum) állt az ügyintéző rendelkezésére, a keresztneve nem. Mivel kötelező volt a keresztnév mező kitöltése is, de azt az ügyintéző nem tudta, a keresztnévhez beírta, hogy Néant, amely francia nyelven azt jelenti, hogy semmi, zéró. Mivel a FIFA-adatbázisban így szerepelt, a média közreműködésével a Néant Alioum név terjedt el a világon.

## Pályafutása

### Nemzeti játékvezetés
2006-ban lett az MTN Elite One játékvezetője.

### Nemzetközi játékvezetés
A Kameruni labdarúgó-szövetség Játékvezető Bizottsága (JB) terjesztette fel nemzetközi játékvezetőnek, a Nemzetközi Labdarúgó-szövetség (FIFA) 2008-tól tartotta nyilván bírói keretében. Több nemzetek közötti válogatott és klubmérkőzést vezetett, vagy működő társának 4. bíróként segített. FIFA JB besorolás szerint első kategóriás bíró.

#### Világbajnokság

##### U17-es labdarúgó-világbajnokság
Mexikó rendezte a 2011-es U17-es labdarúgó-világbajnokságot, ahol a FIFA JB bíróként foglalkoztatta.

###### 2011-es U17-es labdarúgó-világbajnokság
| Időpont          | Helyszín                         | Mérkőzés típusa              | Mérkőzés              | Eredmény | Nézők száma |
| ---------------- | -------------------------------- | ---------------------------- | --------------------- | -------- | ----------- |
| 2011. június 18. | Universitario Stadion, Monterrey | csoportmérkőzés (B. csoport) | Japán–Jamaica         | 1 – 0    | 800         |
| 2011. június 21. | Morelos Stadion, Morelia         | csoportmérkőzés (A. csoport) | Észak-Korea–Hollandia | 1 – 1    | 500         |
| 2011. június 24. | Morelos Stadion, Morelia         | csoportmérkőzés (B. csoport) | Japán–Argentína       | 3 – 1    | 10 200      |
| 2011. július 3.  | Universitario Stadion, Monterrey | egyik negyeddöntő            | Uruguay–Üzbegisztán   | 2 – 0    | 11 015      |

---

##### U20-as labdarúgó-világbajnokság
Törökország rendezte a 19., a 2013-as U20-as labdarúgó-világbajnokságot, ahol a FIFA JB hivatalnokként foglalkoztatta.

###### 2013-as U20-as labdarúgó-világbajnokság
| Időpont          | Helyszín                      | Mérkőzés típusa              | Mérkőzés             | Eredmény | Nézők száma |
| ---------------- | ----------------------------- | ---------------------------- | -------------------- | -------- | ----------- |
| 2013. június 23. | Atatürk Stadion, Bursa        | csoportmérkőzés (F. csoport) | Uruguay–Horvátország | 0 – 1    | 3597        |
| 2013. június 28. | Kamil Ocak Stadion, Gaziantep | csoportmérkőzés (C. csoport) | El Salvador–Kolumbia | 0 – 3    | 2000        |

---
A világbajnoki döntőhöz vezető úton Brazíliába a XX., a 2014-es labdarúgó-világbajnokságra a FIFA JB bíróként alkalmazta. 2012-ben a FIFA JB bejelentette, hogy a brazil labdarúgó-világbajnokság lehetséges játékvezetőinek átmeneti listájára jelölte. A kiválasztottak mindegyike részt vett több szakmai szemináriumon. A FIFA JB 25 bírót és segítőiket, valamint kilenc tartalék bírót és melléjük egy-egy asszisztenst nevezett meg. A végleges listát különböző technikai, fizikai, pszichológiai és egészségügyi tesztek teljesítése, valamint  különböző erősségű összecsapásokon mutatott teljesítmények alapján állították össze. A világbajnoki keretnek nem volt résztvevője.

##### 2014-es labdarúgó-világbajnokság

###### Selejtező mérkőzés
| Időpont           | Helyszín                              | Mérkőzés típusa                       | Mérkőzés        | Eredmény | Nézők száma |
| ----------------- | ------------------------------------- | ------------------------------------- | --------------- | -------- | ----------- |
| 2012. június 2.   | Independence Stadion, Bakau           | előselejtező (2. forduló; C. csoport) | Gambia–Marokkó  | 1 – 1    | 38 000      |
| 2012. június 10.  | Szeptember 28. Stadion, Conakry       | előselejtező (2. forduló; G. csoport) | Guinea–Egyiptom | 2 – 3    | 14 000      |
| 2013. március 23. | Szeptember 28. Stadion, Conakry       | előselejtező (2. forduló; J. csoport) | Szenegál–Angola | 1 – 1    | 13 500      |
| 2013. június 9.   | Charles de Gaulle Stadion, Porto Novo | előselejtező (2. forduló; H. csoport) | Benin–Algéria   | 1 – 3    | 8000        |
| 2013. október 13. | Központi Stadion, Addisz-Abeba        | rájátszás (1. mérkőzés)               | Etiópia–Nigéria | 1 – 2    | 22 000      |

#### Afrika-kupa
Az U17-es labdarúgó-Afrika-bajnokságon a Afrikai Labdarúgó-szövetség (CAF) JB játékvezetői feladattal bízta meg.
| Időpont           | Helyszín                   | Mérkőzés típusa             | Mérkőzés                      | Eredmény |
| ----------------- | -------------------------- | --------------------------- | ----------------------------- | -------- |
| 2010. november 6. | Központi Stadion, Freetown | előselejtező első találkozó | Sierra Leone–Elefántcsontpart | 2 : 2    |
| 2011. január 12.  | Umuganda Stadion, Gisenyi  | selejtező (B. csoport)      | Mali–Gambia                   | 0 : 1    |

---

#### Afrikai nemzetek kupája
Dél-afrikai Köztársaság rendezte a 29., a 2013-as afrikai nemzetek kupája labdarúgó tornát, ahol a CAF JB játékvezetőként foglalkoztatta.

##### 2013-as afrikai nemzetek kupája

###### Selejtező mérkőzés
| Időpont              | Helyszín                              | Mérkőzés típusa           | Mérkőzés         | Eredmény |
| -------------------- | ------------------------------------- | ------------------------- | ---------------- | -------- |
| 2012. február 29.    | Stade Municipal Stadion, Pointe-Noire | előselejtező (1. forduló) | Kongó–Uganda     | 3 – 1    |
| 2012. június 17.     | Kégué Stadion, Lomé                   | előselejtező (1. forduló) | Togo–Kenya       | 1 – 0    |
| 2012 . szeptember 8. | Városi Stadion, Kartúm                | előselejtező (2. forduló) | Szudán–Etiópia   | 5 – 3    |
| 2012 . október 13.   | Városi Stadion, Marrákes              | előselejtező (2. forduló) | Marokkó–Mozambik | 4 – 0    |

##### Döntő mérkőzések
| Időpont          | Helyszín                           | Mérkőzés típusa              | Mérkőzés                     | Eredmény | Nézők száma |
| ---------------- | ---------------------------------- | ---------------------------- | ---------------------------- | -------- | ----------- |
| 2013. január 22. | Royal Bafokeng Stadion, Rustenburg | csoportmérkőzés (D. csoport) | Elefántcsontpart–Togo        | 2 – 1    | 2000        |
| 2013. január 29. | Mbombela Stadion, Rustenburg       | csoportmérkőzés (C. csoport) | Burkina Faso–Zambia          | 0 – 0    | 8000        |
| 2013. február 2. | Moses Mabhida Stadion, Durban      | egyik negyeddöntő            | Dél-afrikai Köztársaság–Mali | 1 – 1    | 45 000      |

#### Nemzetközi kupamérkőzések
Vezetett Kupa-döntők száma: 1.

##### CAF Bajnokok Ligája
| Időpont           | Helyszín                     | Mérkőzés típusa     | Mérkőzés                                             | Eredmény | Nézők száma |
| ----------------- | ---------------------------- | ------------------- | ---------------------------------------------------- | -------- | ----------- |
| 2011. november 6. | Stade Mohammed V, Casablanca | döntő (1. mérkőzés) | Vidad Casablanca (marokkói) –Espérance ST (tunéziai) | 0 – 0    | 70 000      |

##### CAF Konföderációs Kupa
| Időpont            | Helyszín                              | Mérkőzés típusa     | Mérkőzés                                    | Eredmény |
| ------------------ | ------------------------------------- | ------------------- | ------------------------------------------- | -------- |
| 2012. november 25. | Denis Sassou Nguesso Stadion, Dolisie | döntő (2. mérkőzés) | AC Léopards (Kongói DK) – Djoliba AC (Mali) | 2 – 1    |